# Neoperla ignatiana
Neoperla ignatiana är en bäcksländeart som beskrevs av Navás 1923. Neoperla ignatiana ingår i släktet Neoperla och familjen jättebäcksländor. Inga underarter finns listade i Catalogue of Life.